# Hotel Korjo
Hotel Korjo je druhý největší fungující hotel v Severní Koreji po mezinárodním hotelu Janggakto. Dvě věže hotelu jsou vysoké 143 metrů a má 43 podlaží. Byl postaven roku 1985 na pokyn Kim Ir-sena a na ukázku „slávy a síly KLDR“.
Budova nahradila jiný hotel stejného jména, stojící ovšem na jiném místě. V roce 1946 byl v hotelu krátce vězněn zakladatel Demokratické strany Koreje Čo Man-sik.

## Jméno
„Korjo“ (anglicky Koryo) je název raného korejského království založeného roku 918. Odtud pochází i význam slova Korea. Slovo je používáno i v názvu severokorejské letecké společnosti Air Koryo.

## Funkce

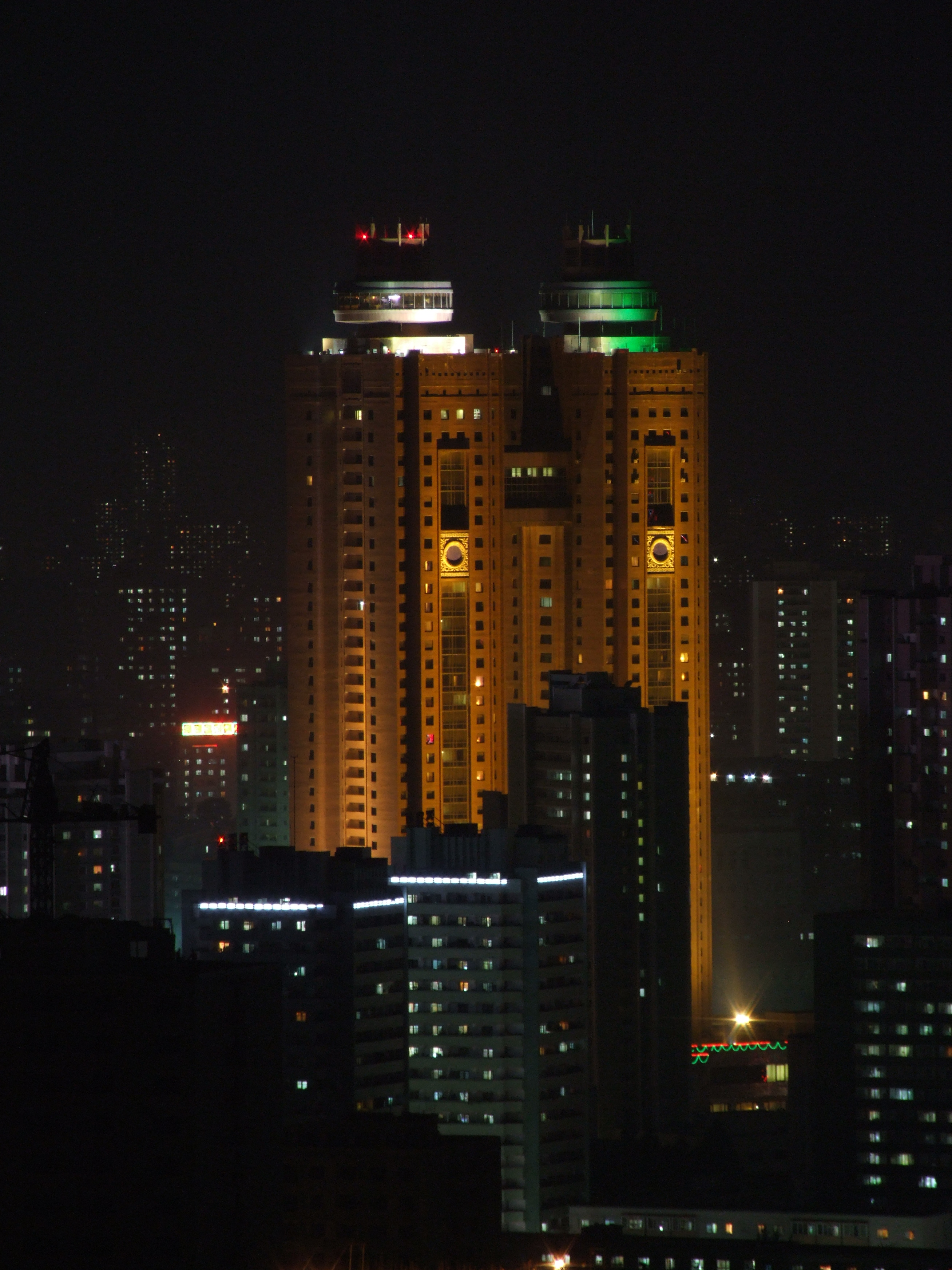
Hotel v noci

Extravaganci a významnost hotelu dokládá jeho vchod, který se skládá z 9 metrů širokých nefritových úst draka. Ty vedou do rozsáhlé haly, které dominuje mozaika severokorejských kulturních symbolů. Mozaikové dlaždice jsou vytvořeny z široké škály drahých kovů a drahokamů.
V hotelu se nachází 500 místností vybavených televizí a minibarem. Podle některých zpráv však nejsou využívána celá patra hotelu.
Dále v hotelu nalezneme dárkový obchod, tělocvičnu, bazén, kruhový bar v 44. patře, otočnou restauraci v 45. patře, dvě kina (jedno s 200 místy k sezení, druhé se 70 místy). V suterénu se nachází kasino s blackjackem, ruletou a hracími automaty. V přízemí se nachází kavárna a v druhém patře místnost s kulečníkem. V kasinu obsluhují čínští zaměstnanci. Nelze zde platit platební kartou, hotel však přijímá zahraniční měny včetně eur, jenů, juanů a dolarů.
Každá z věží je završena otáčivou restaurací, otevřena je však pouze jedna. V restauracích dříve platila zavírací doba v devět hodin večer, avšak v posledních letech byla prodloužena na základě spropitného. Hotel má ještě další čtyři restaurace, včetně japonské a korejské barbecue restaurace.
Restaurace provozují japonští emigranti a provozují je jako soukromé podniky, avšak musí platit poplatky státu.

## Svoboda hostů
Podle některých zpráv brání ochranka hostům v opuštění hotelu, jiní hosté však hlásí, že se mohou pohybovat po hotelovém areálu.

## Galerie

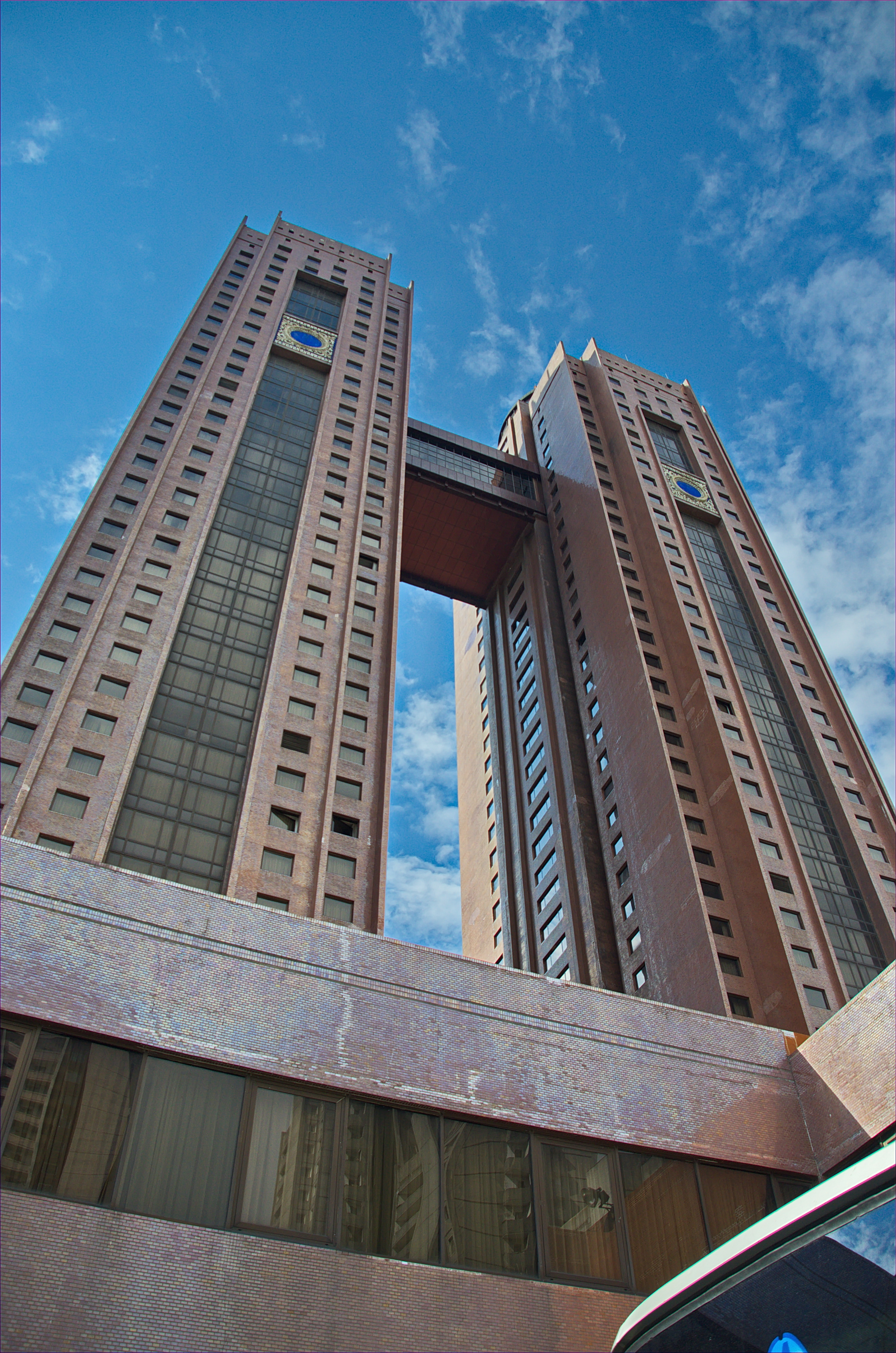
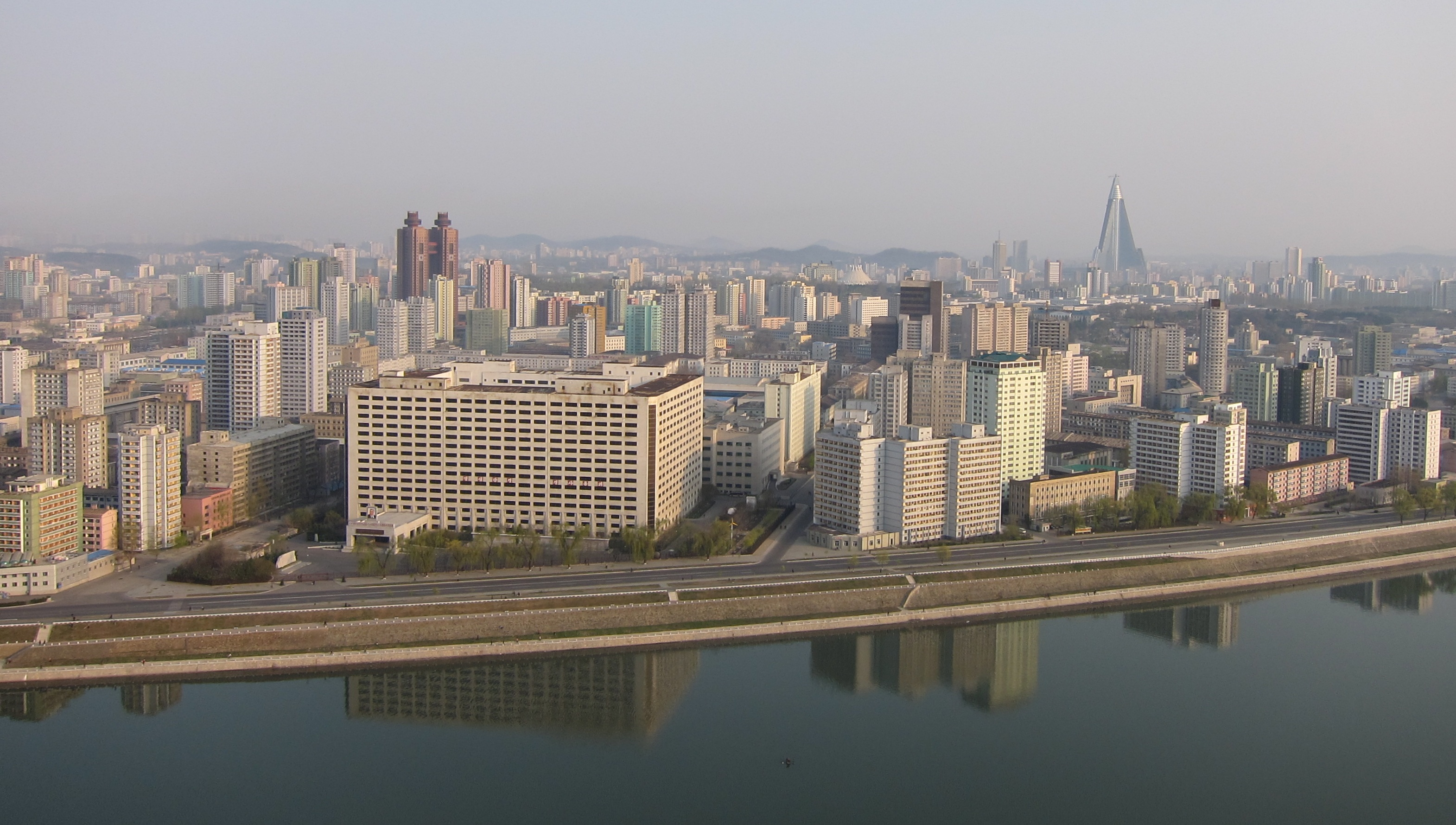
Hotel Koryo spolu s Hotelem Rjugjong tvoří panorama města
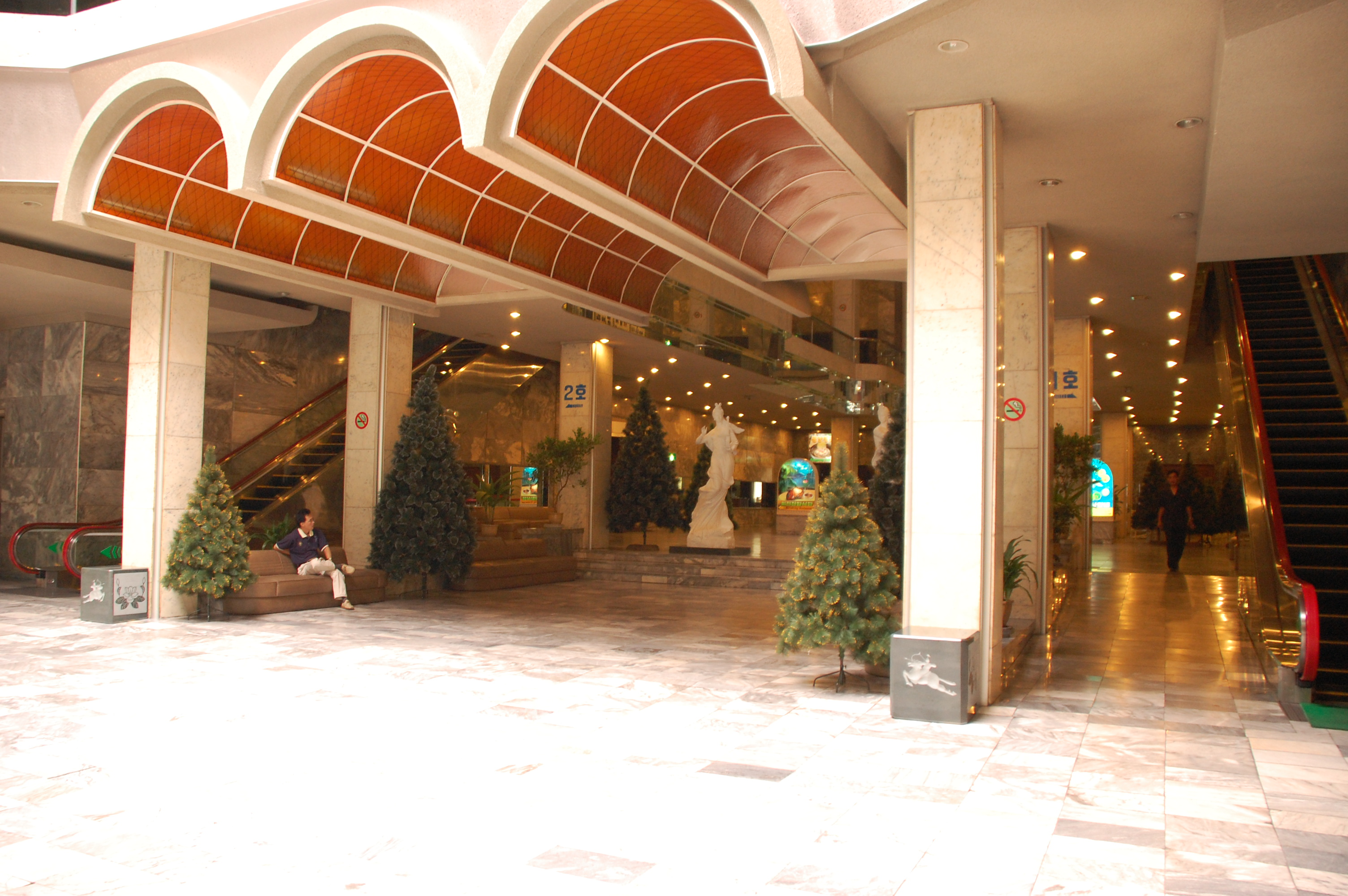
Hala hotelu
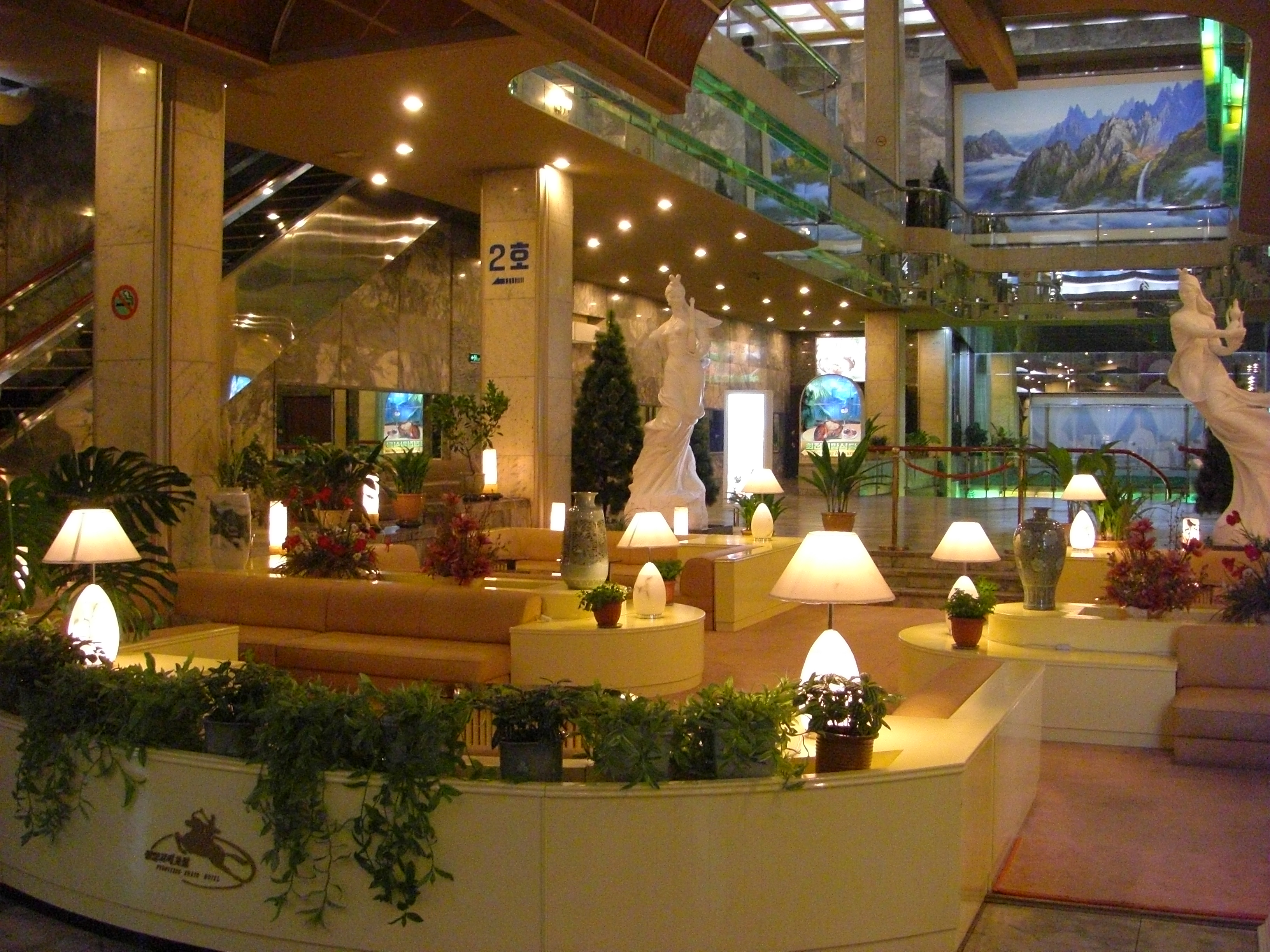
Hotelové lobby
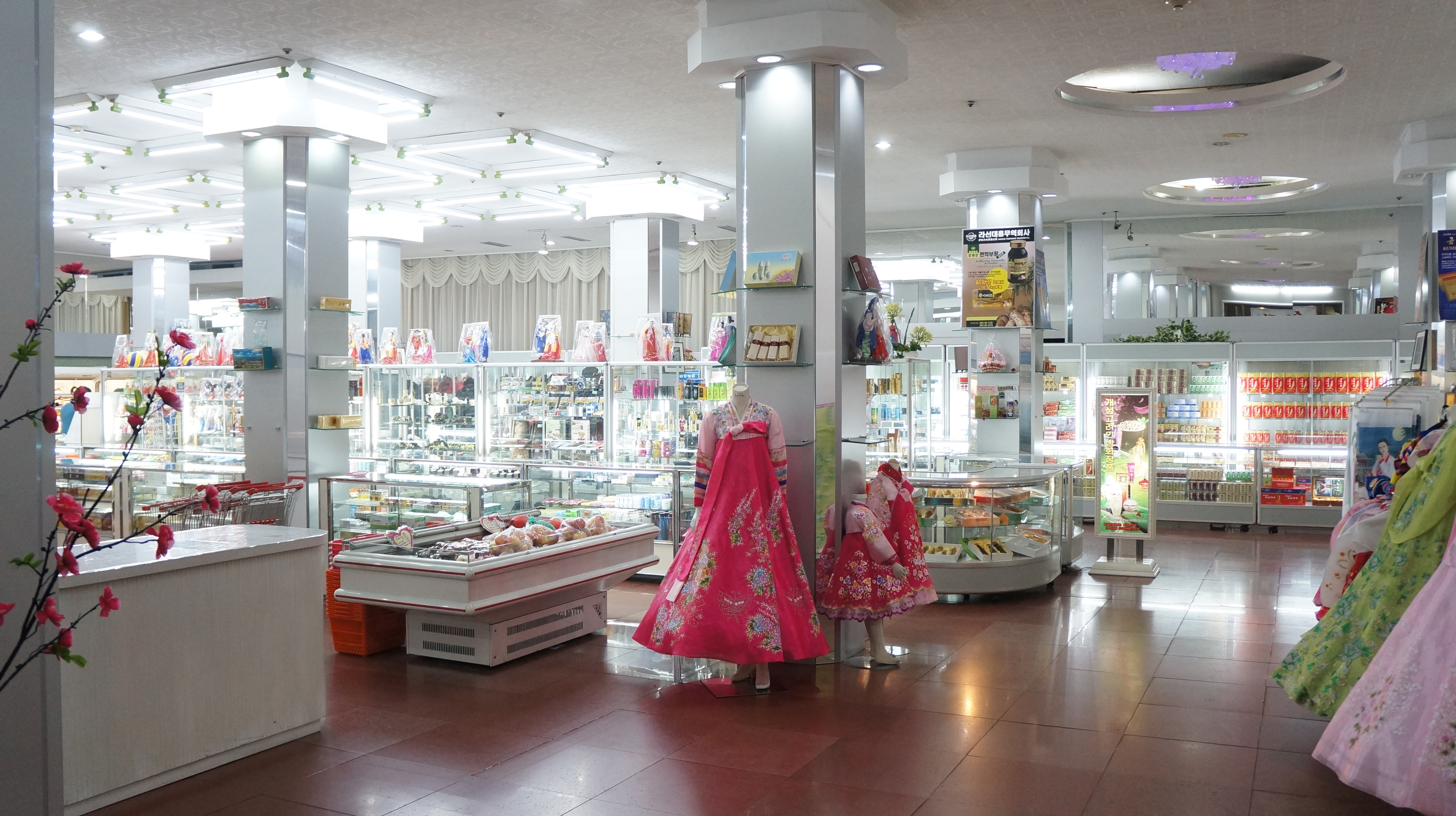
Dárkový obchod
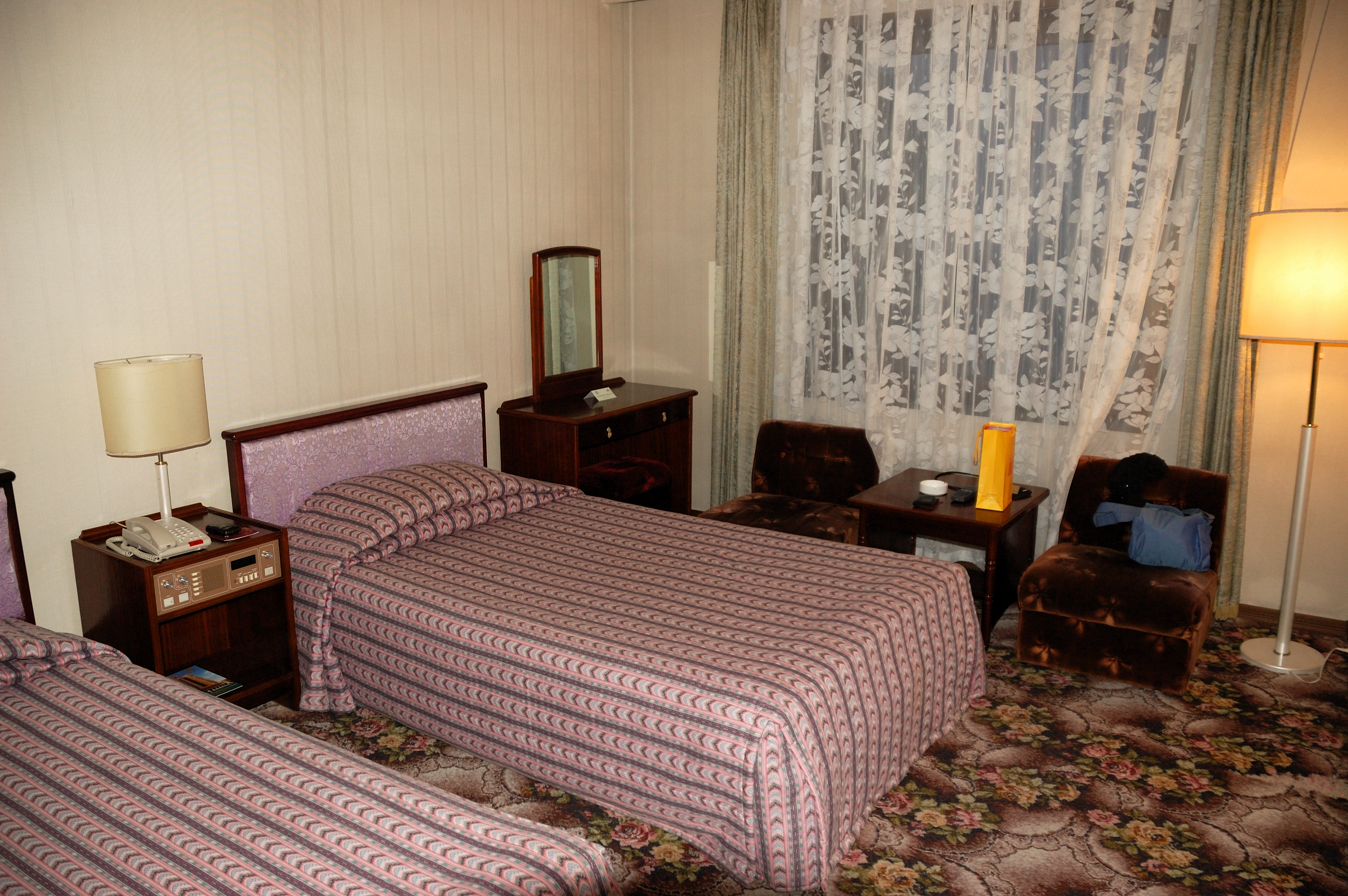
Pokoj ve 26. patře
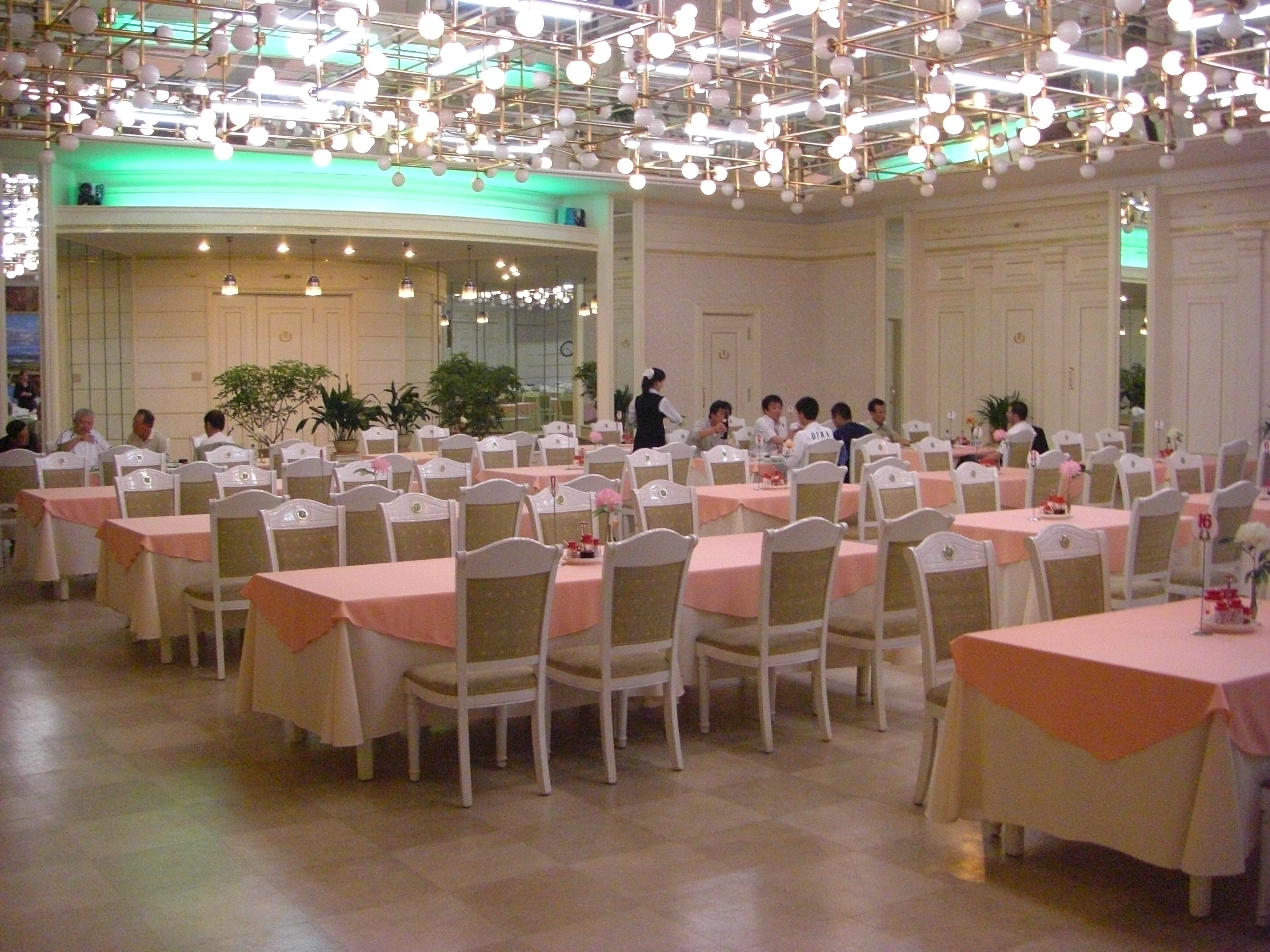
Jídelna
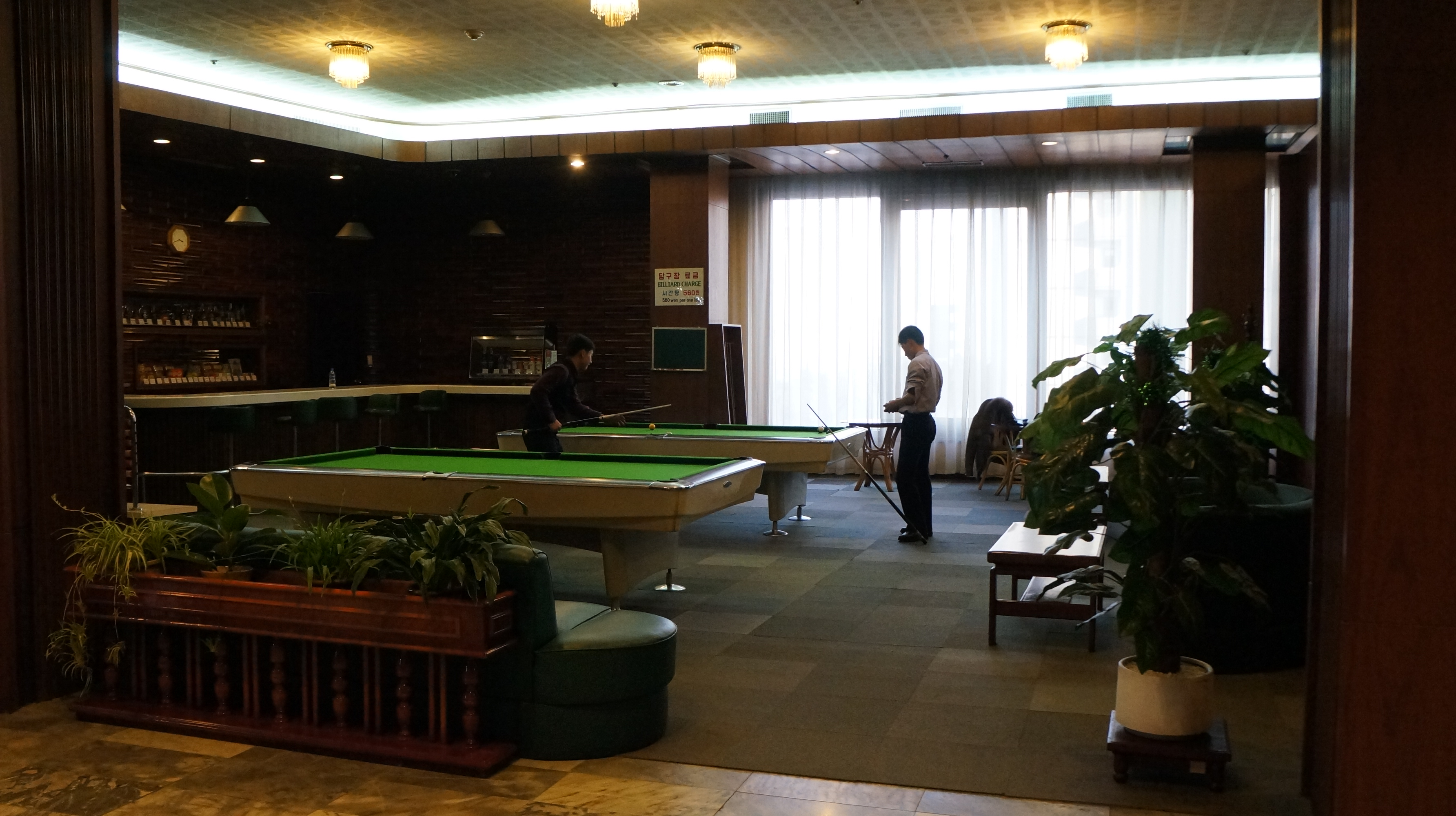
Místnost s kulečníkem